# Daşbulaq (Şəmkir)
Daşbulaq è un comune dell'Azerbaigian situato nel distretto di Şəmkir.